# اوچینیکوو (سرزمین آلتای)
اوچینیکوو (به لاتین: Ovchinnikovo) یک منطقهٔ مسکونی در روسیه است که در سرزمین آلتای واقع شده‌است.